# La Boverie

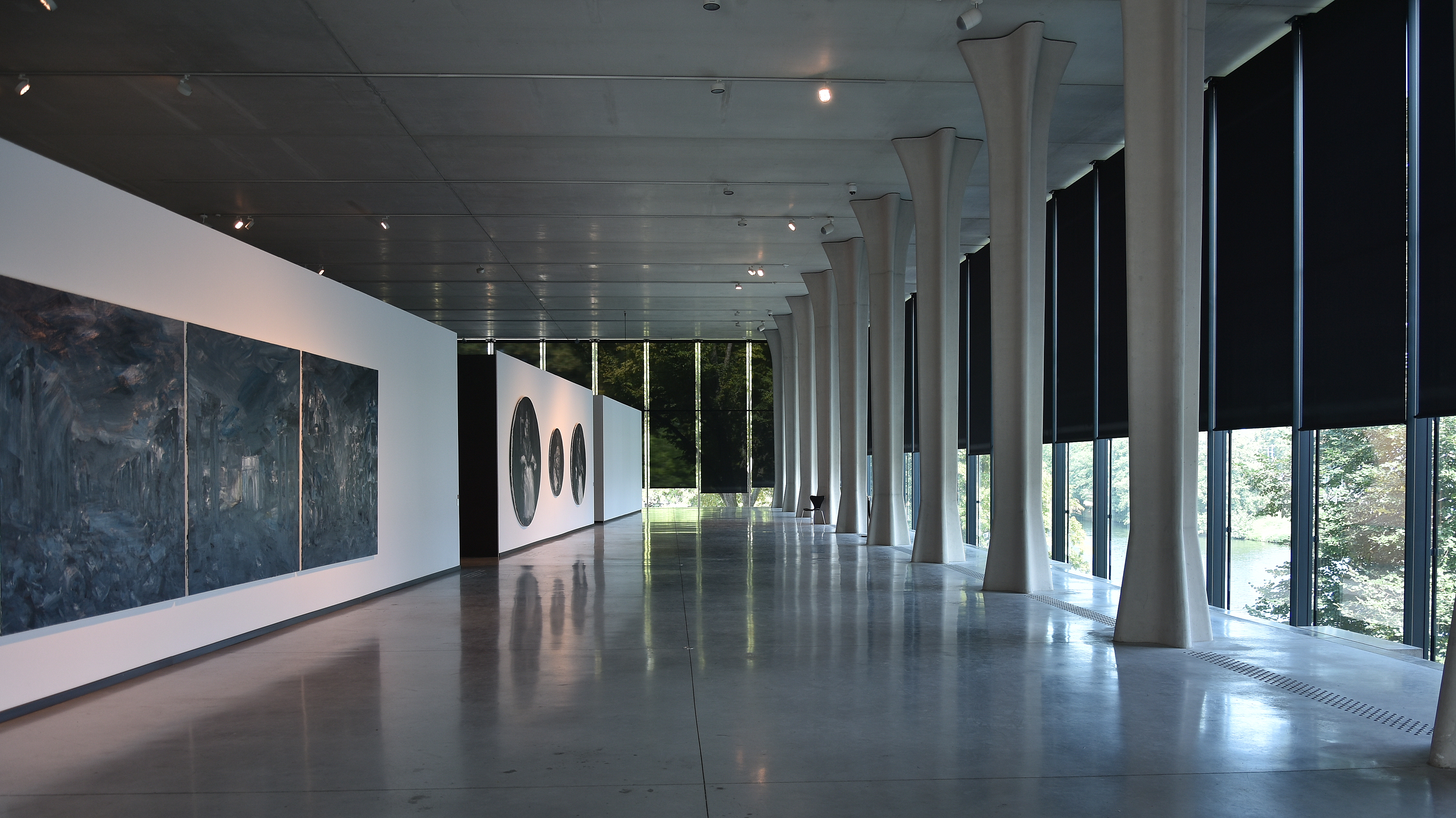
Een van de zalen

La Boverie is een museum in de Belgische stad Luik. Het museum wordt beheerd door de vzw Centre International d’Art et de Culture (CIAC) en gefinancierd door de stad Luik. La Boverie heeft een partnerschap met het Louvre. Het museum werd op 5 mei 2016 ingehuldigd.

## Huisvesting
Het museum is gehuisvest in het Paleis voor Schone Kunsten van Luik. Dit gebouw, ontworpen voor de Wereldtentoonstelling van 1905, uit 1905 werd ontworpen door de architecten Charles Étienne Soubre en Jean-Laurent Hasse. In de aanloop naar de opening van het museum onderging de site een renovatie van 2013 tot 2016 waarbij ook een nieuwe moderne vleugel ontworpen door architect Rudy Ricciotti werd toegevoegd. Deze nieuwe ruimte verhoogt de expositieruimte met 1.000 m² tot 5.000 m². Daarvan is ruwweg 1/3 voorbehouden voor de permanente collectie op het gelijkvloers en 2/3 beschikbaar voor tijdelijke exposities op de verdieping.
Het museum ligt in het Parc de la Boverie, bijna op de zuidpunt van het eiland Outremeuse, vlak bij de monding van de Ourthe. De klassieke vleugel van het museum ligt aan de rechteroever van de Maas, de moderne vleugel grenst aan de linkerkade van het afwateringskanaal.

## Collecties

### Vaste collectie
De collectie van La Boverie is in 2011 ontstaan bij de oprichting van het Museum voor Schone Kunsten (BAL), waarbij enkele voorheen zelfstandige museumcollecties werden samengevoegd. Dit betrof de kunstcollecties van het Museum voor Moderne en Hedendaagse Kunst (Musée d'art moderne et d'art contemporain, MAMAC), het Prentenkabinet (Cabinet des Estampes et des Dessins) en het Museum van Waalse Kunst (Musée de l'Art Wallon). Verder werden enkele topwerken uit de collectie van het Grand Curtius (waaronder het beroemde portret van Napoleon door Ingres) naar het nieuwe museum overgeheveld.
Tot de vaste collectie behoort onder andere werk van Herri met de Bles (Landschap met Emmaüsgangers, ca. 1525-50), Gerard de Lairesse (Orpheus in de onderwereld, ca. 1662), Jean Auguste Dominique Ingres (Portret van Napoleon Bonaparte als 1e consul, 1804), Antoine-Joseph Wiertz (Rosine à sa toilette, 1840), Camille Corot, (Landschap in Saintonge, 1862), Claude Monet (Le Bassin du commerce. Le Havre, 1874), Adrien de Witte (Femme au corset rouge, 1880), Vincent van Gogh (De vrouw met de muts, 1883), James Ensor (De dood en de maskers, 1897), Henri Evenepoel (La promenade du dimanche au Bois de Boulogne, 1899), Camille Pissarro (Het Louvre, voorjaar, 1901), Paul Gauguin (Le Sorcier d'Hiva, 1902), Pablo Picasso (Portret van de familie Soler, 1903), Max Liebermann (Ruiter op het strand, 1904), Franz Marc (Paarden in de wei, 1910), Rik Wouters (Vrouw zittend op bed, 1912), Félix Vallotton (De brief, 1914), Kees van Dongen (De violiste, 1920), Marc Chagall (Blauw huis, 1920), Fernand Léger (Le profil au vase, 1927), Paul Delvaux (L’Homme de la rue, 1940), Henri Matisse (Sirene, 1949), Victor Vasarely (Bhopal, 1949) en René Magritte (A la recherche de l'Absolu, 1960).

### Het Louvre
Het museum sloot een overeenkomst met de directie van het Louvre. Alvast voor de periode 2016 tot 2018 zal het Louvre materiaal uitlenen voor drie grote tijdelijke exposities, een per jaar. De eerste van deze tentoonstellingen, met als titel "En plein air" (In openlucht) tussen 5 mei en 15 augustus 2016, werkt de samenhang tussen het park en het nieuwe museum met de grote glasramen in de nieuwe vleugel uit. Vincent Pomarède van het Louvre selecteerde een collectie van schilderijen, tekeningen en audiovisueel materiaal die deze band met de natuur verbeelden. Ook de sterke gelijkenis tussen de betekenis van het Parc de la Boverie aan de Maasoever voor de Luikse bevolking rond de eeuwwisseling van de 19e en 20e eeuw, en de rol die de Seineoevers voor de Parijzenaars in die periode hadden, komt aan bod.
In 2018 werd een tentoonstelling opgezet onder de naam Viva Roma die de stad Rome toont door de ogen van Europese kunstenaars in hun kunstwerken. In de 17e, 18e en 19e eeuw was het gangbaar dat kunstenaars er een tijdlang verbleven om de kunst uit het oude Griekenland en de renaissance te leren kennen.

## Galerij

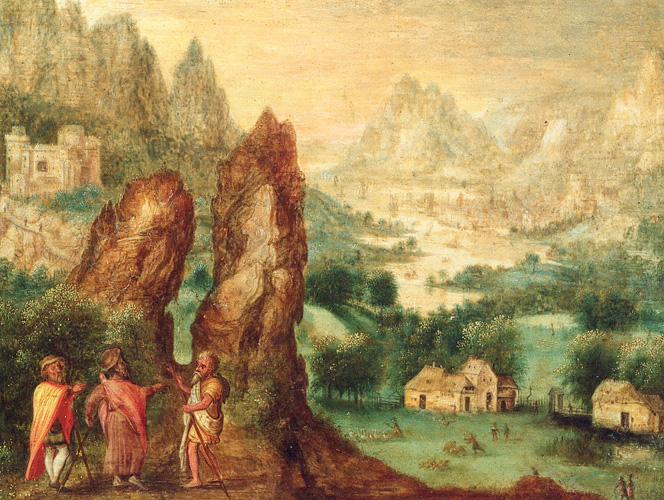
Landschap met Emmaüsgangers (Herri met de Bles, 1525-50)
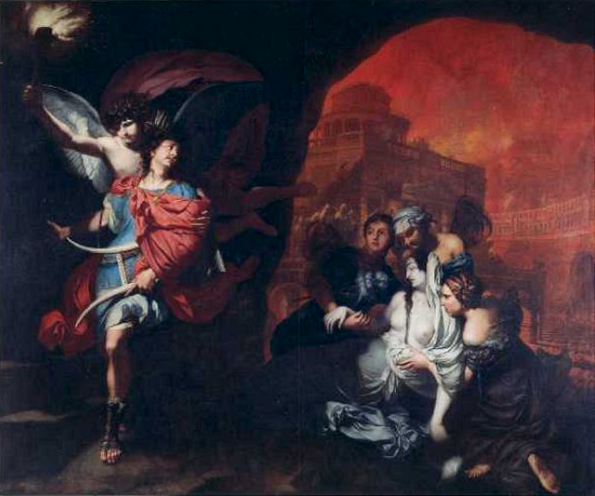
Orpheus in de onderwereld (Gerard de Lairesse, ca. 1662)
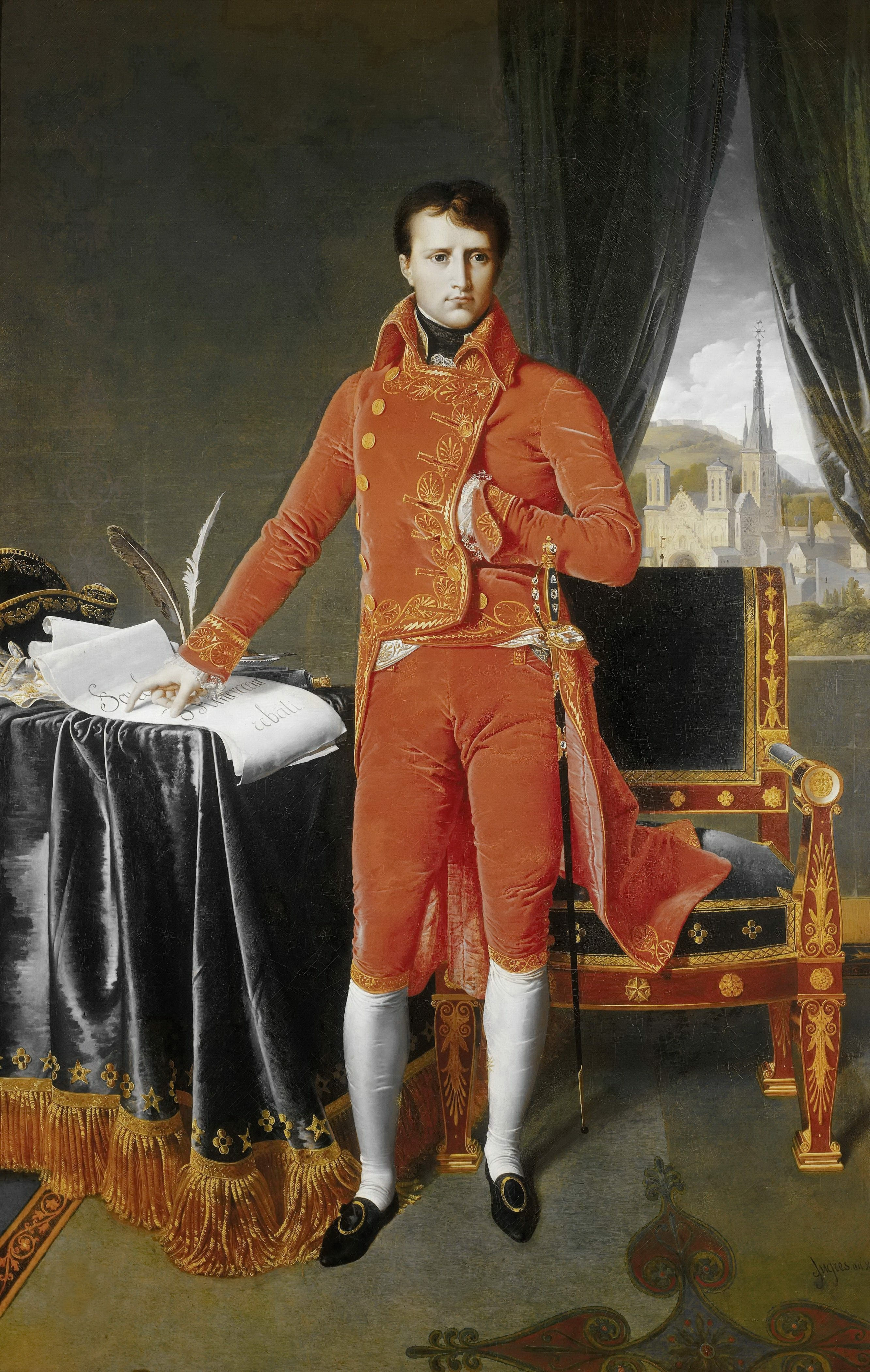
Portret van Napoleon Bonaparte als 1e consul (Ingres, 1804)
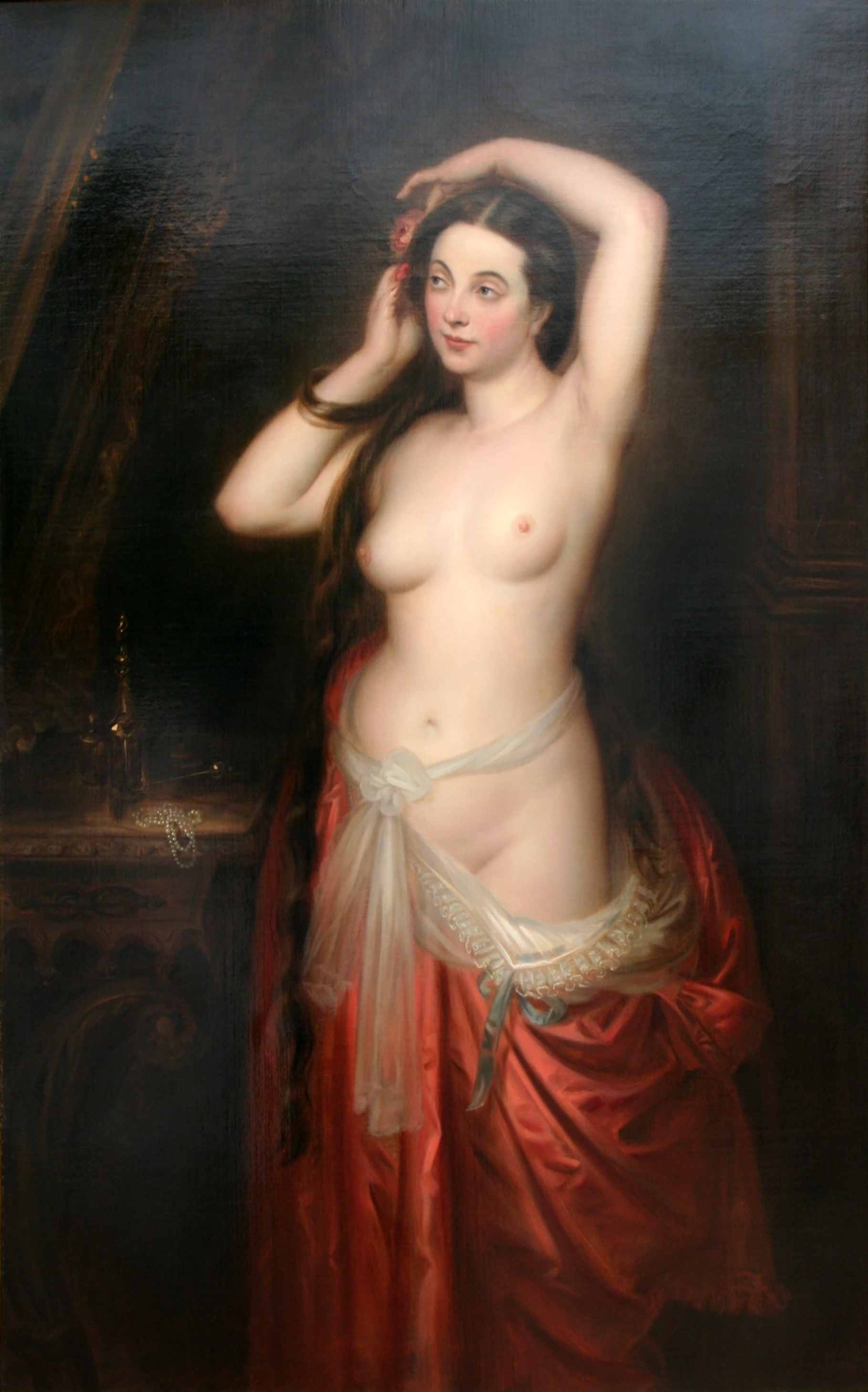
Rosine à sa toilette (Antoine-Joseph Wiertz, 1840)
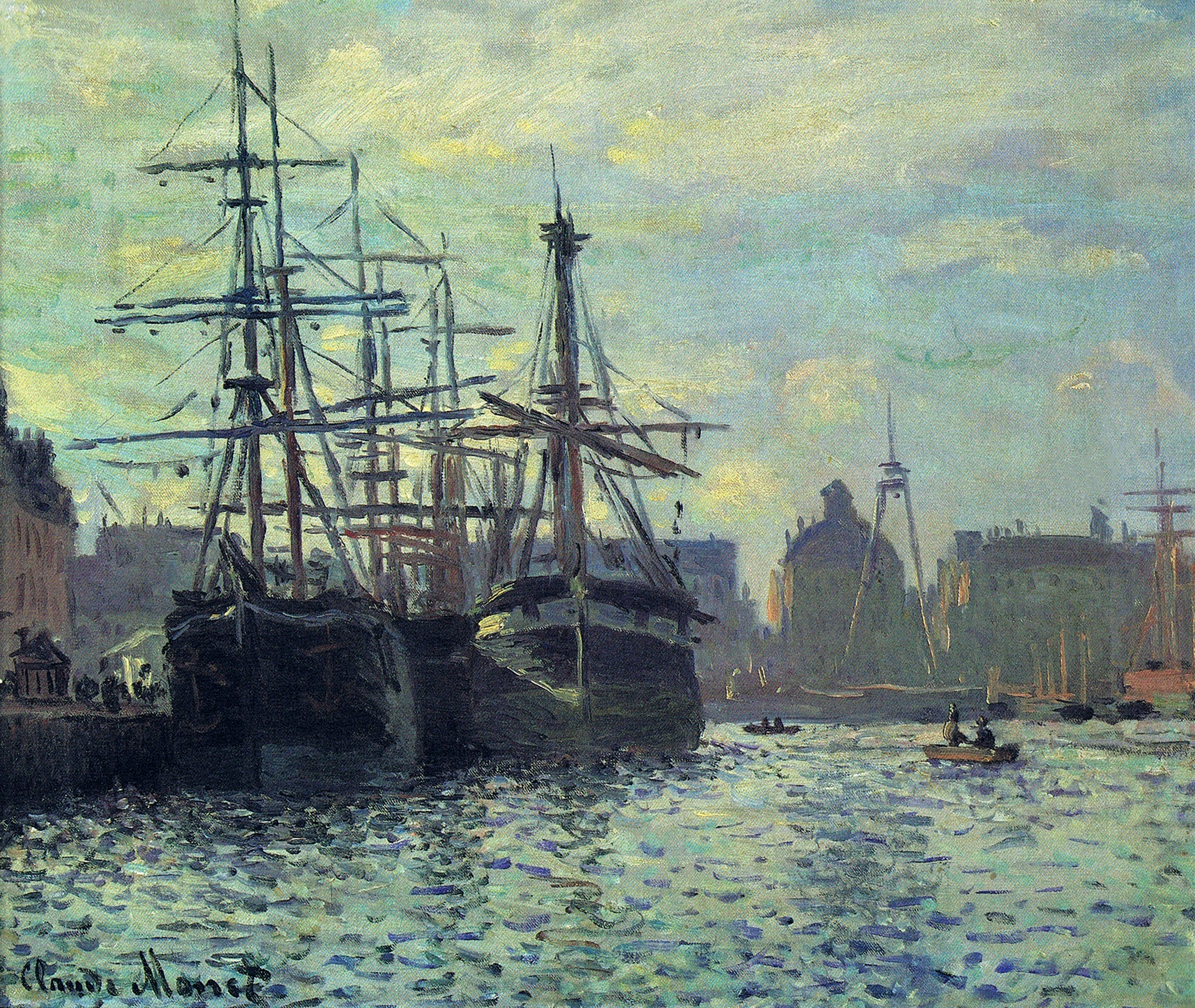
Le Bassin du commerce. Le Havre (Claude Monet, 1874)
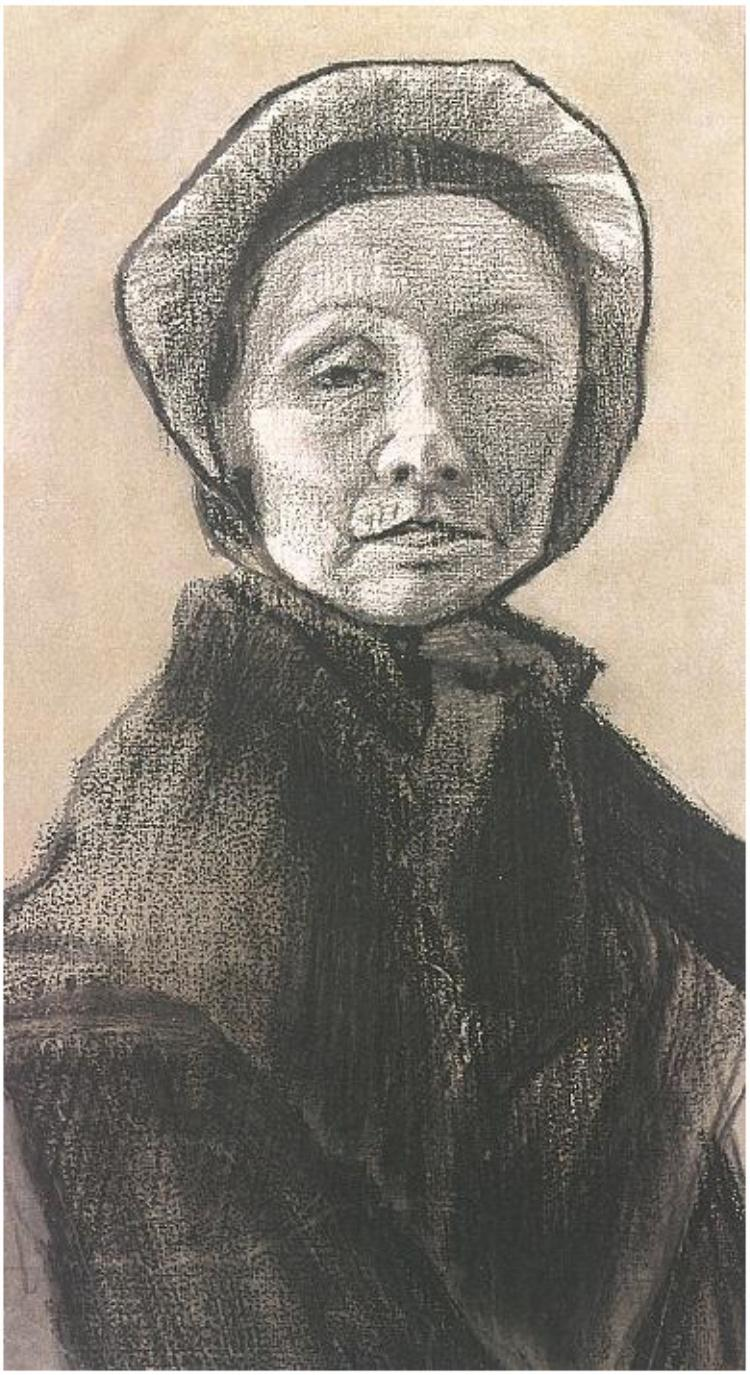
De vrouw met de muts (Vincent van Gogh, 1883)
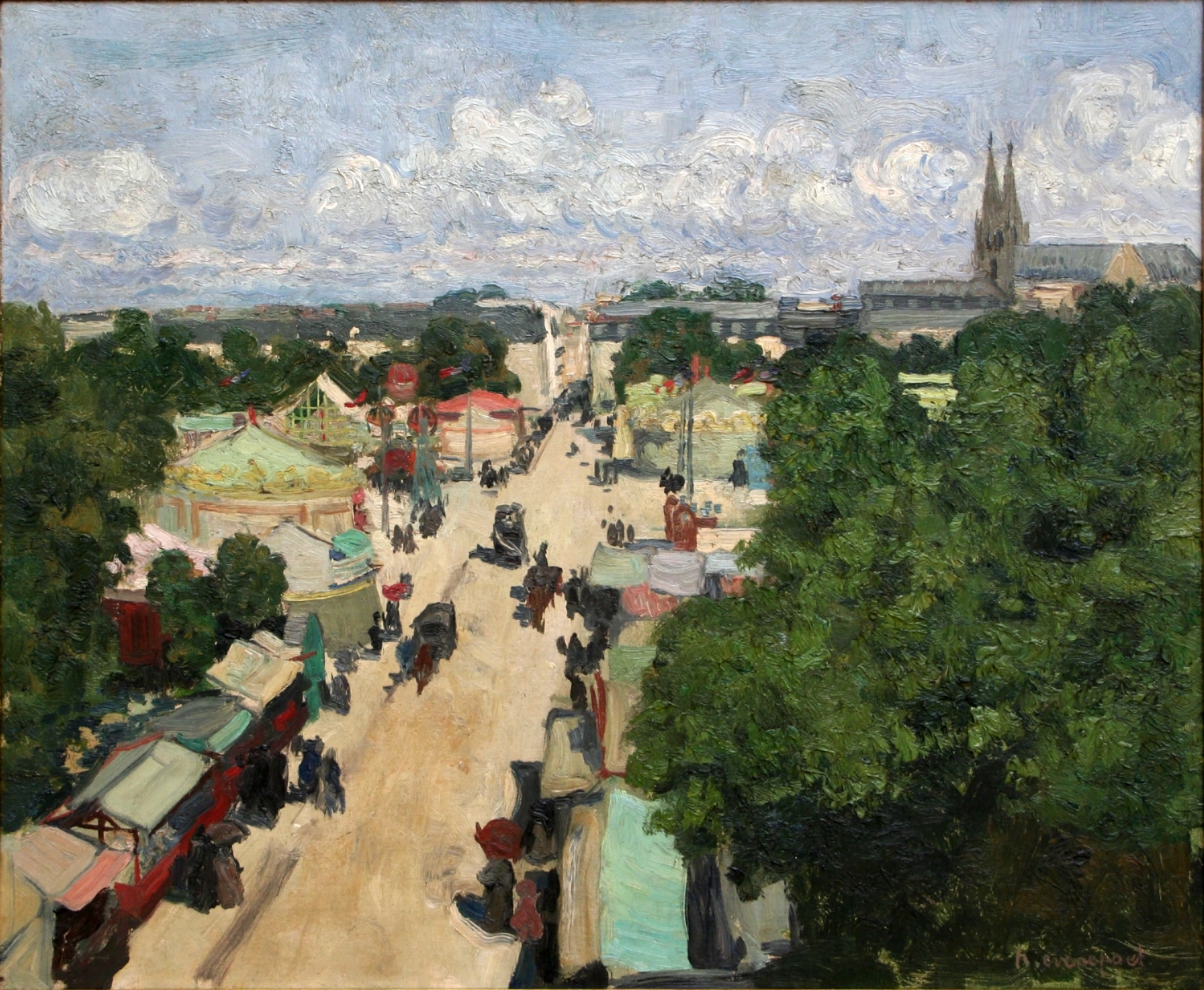
Kermis op Les Invalides (Henri Evenepoel, 1897)
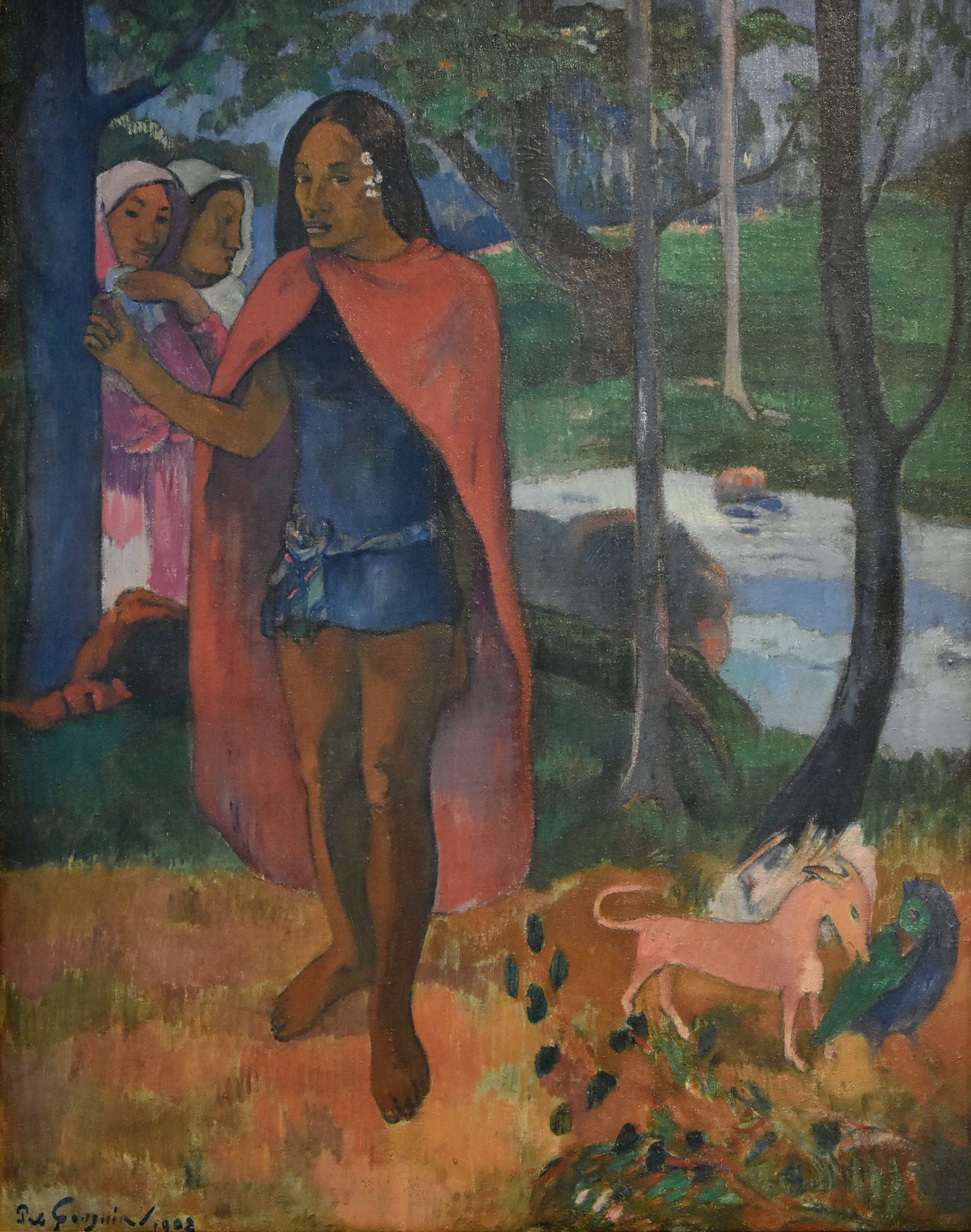
Tovenaar van Hiva Oa (Paul Gauguin, 1902)
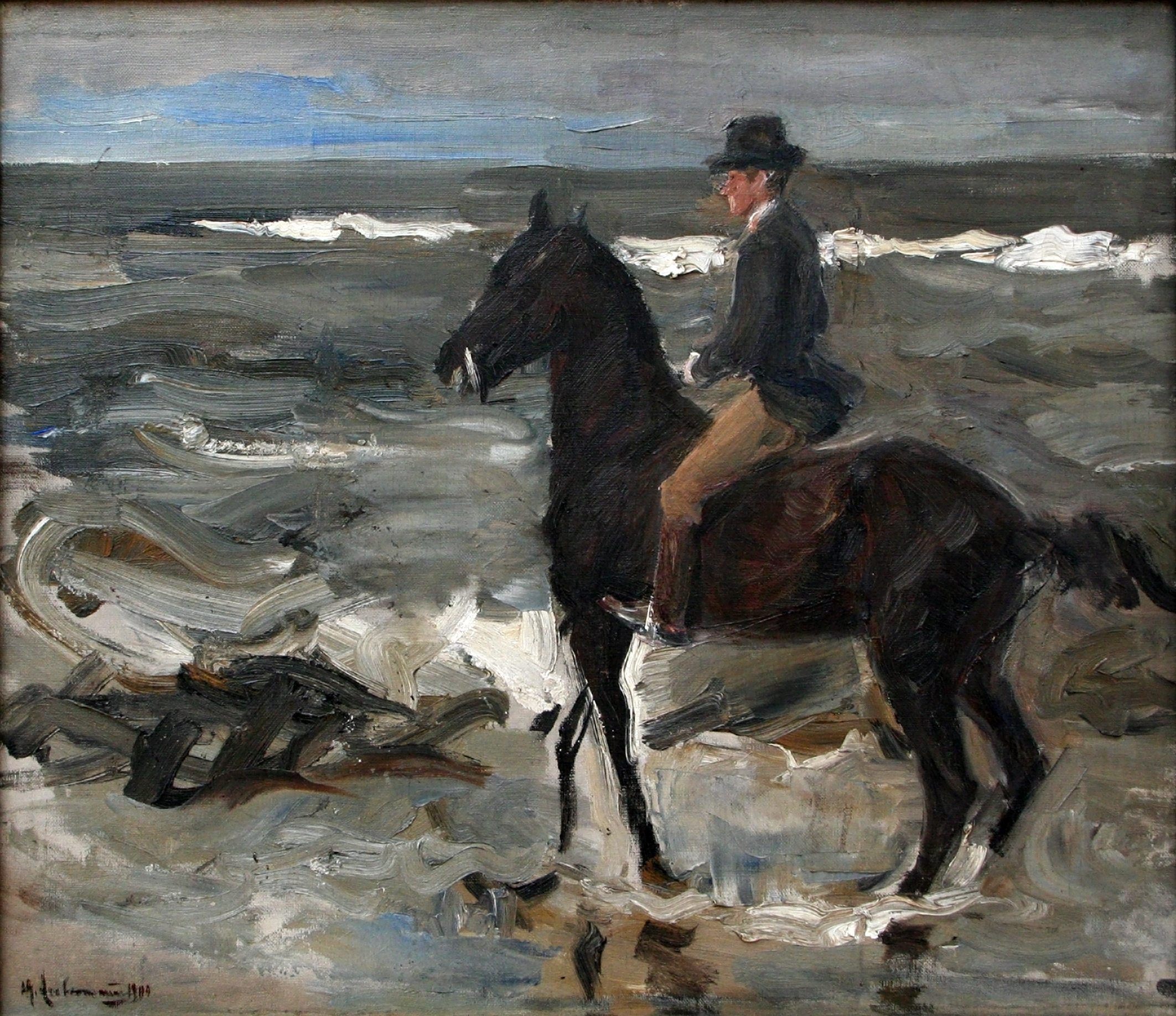
Ruiter op het strand (Max Liebermann, 1904)
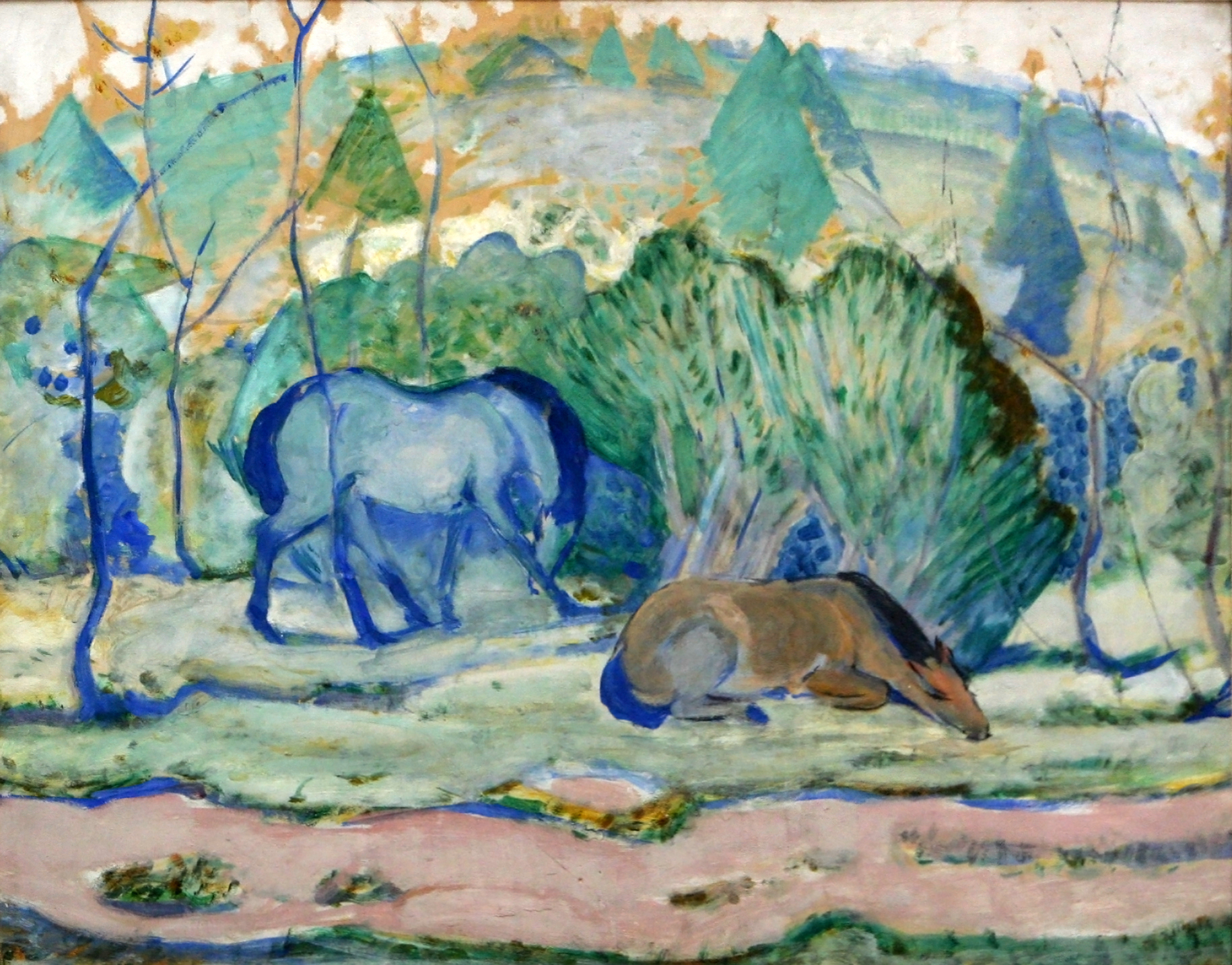
Paarden in de wei (Franz Marc, 1910)
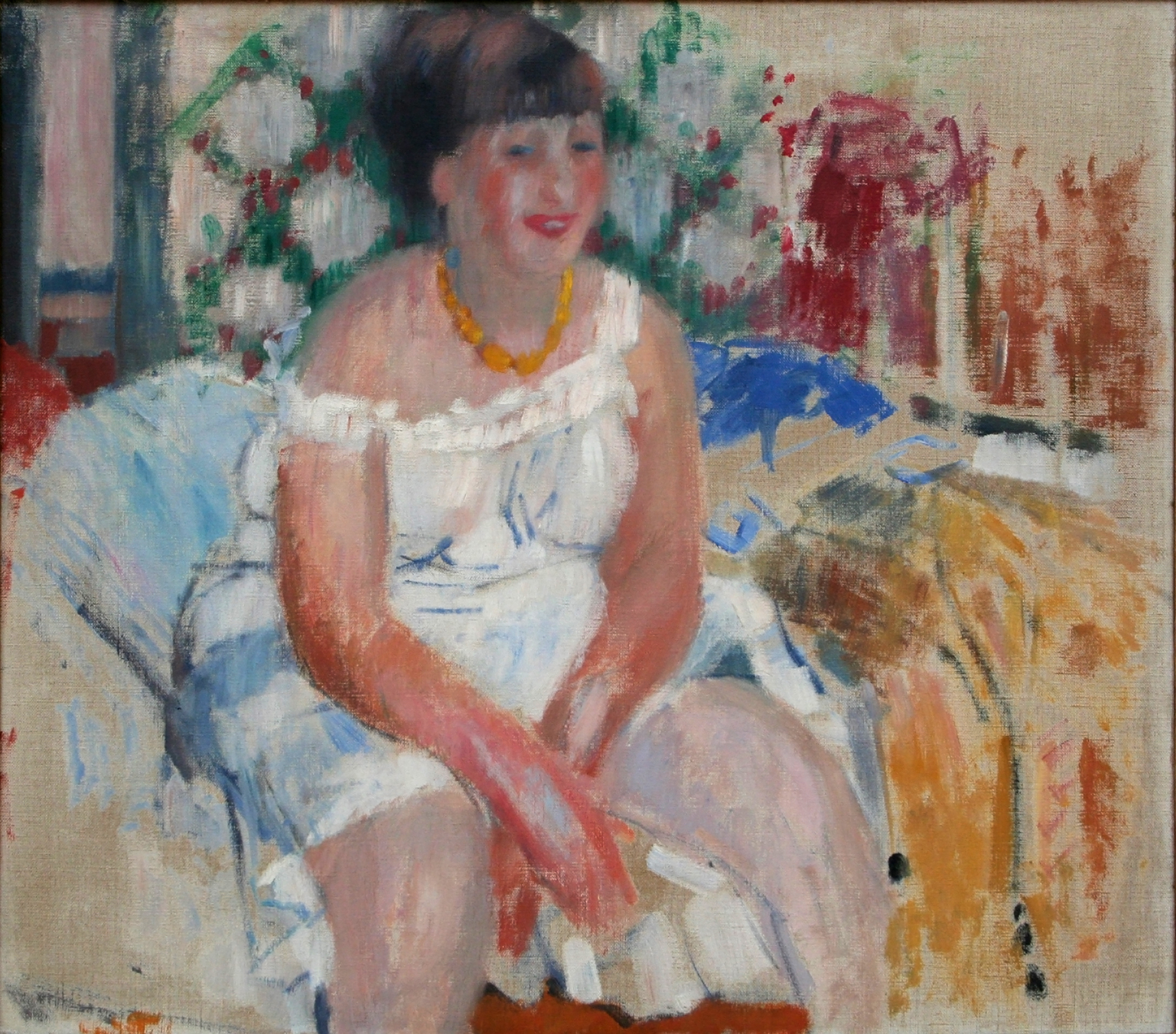
Vrouw zittend op bed (Rik Wouters, 1912)
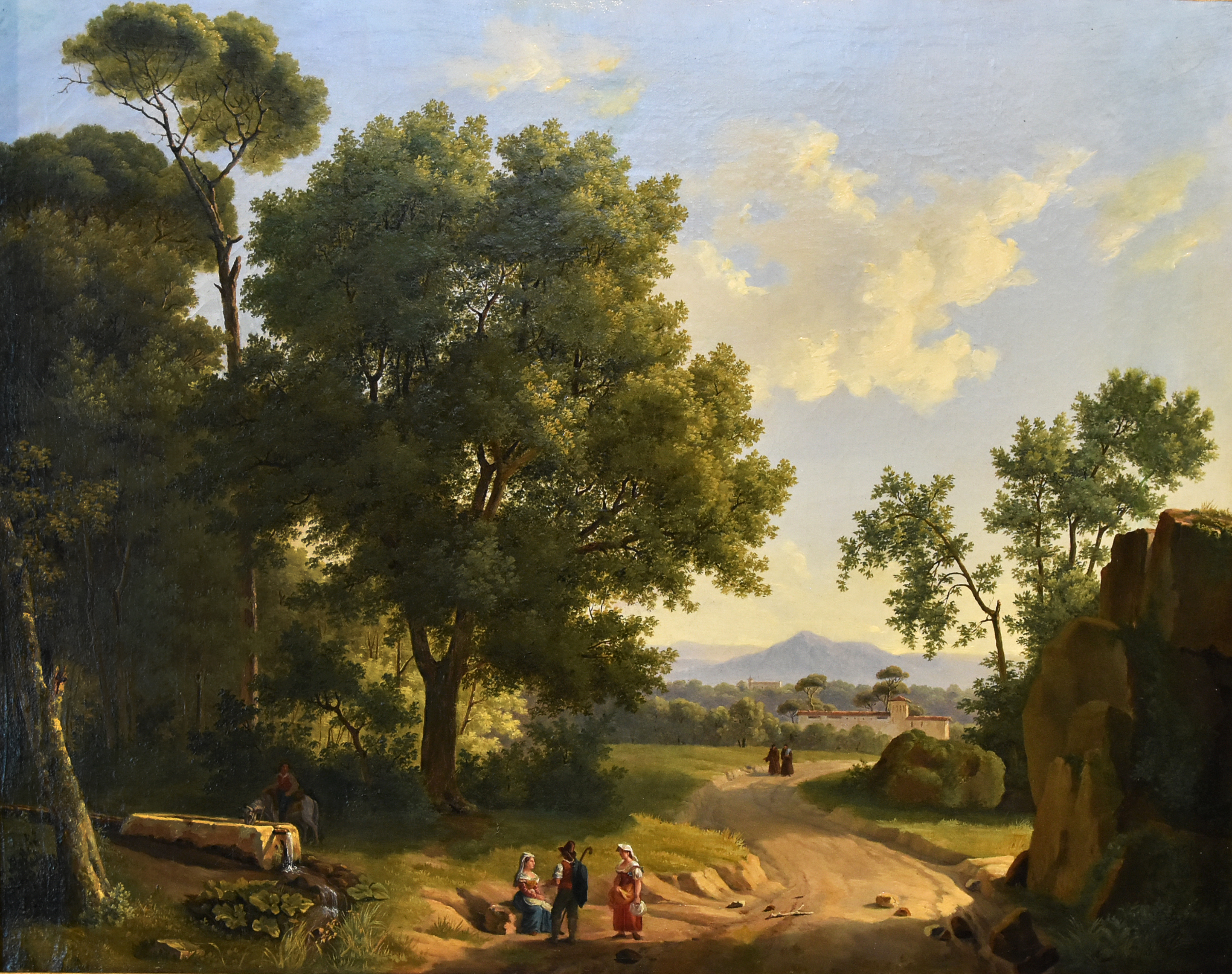
Landschap van Gilles-François Closson